# Phisis jinae
Phisis jinae är en insektsart som beskrevs av Rentz, D.C.F. 2001. Phisis jinae ingår i släktet Phisis och familjen vårtbitare. Inga underarter finns listade i Catalogue of Life.